# NOWorkend
NOWorkend는 2013년 아메바 컬쳐의 주도 아래 레이블 멤버 혹은 지원 아티스트들이 휴식 차원으로 원하는 곡을 지속적으로 디지털 싱글을 발매하는 프로젝트다. 2013년 2월 19일, 개코가 〈될 대로 되라고 해 (느낌 So Good)〉를 발매하면서 첫 주자로 나섰고, 그 이후로 얀키, 자이언티, 슈프림팀, 최자 등이 이어서 곡을 발표하였다.

## 프로젝트 곡 목록
- 2013년 2월 19일
  - 개코 - Gaeko Attic's 1st Piece - 〈될 대로 되라고 해 (느낌 So Good)〉[A]
- 2013년 2월 28일
  - 얀키 - Yankie Proverbs Chapter 1 - 〈이놈 (I.N.D.O.) (Feat. 타블로)〉[A]
- 2013년 3월 6일
  - 자이언티 - 《뻔한 멜로디》 - 〈뻔한 멜로디 (Feat. Crush)〉[A]
- 2013년 3월 19일
  - 슈프림팀 - Thanks 4 The Wait - 〈그대로 있어도 돼 (Feat. Crush)〉, 〈이릿〉
- 2013년 4월 1일
  - 최자 - Traveler - 〈없어〉[A]
- 2013년 5월 29일
  - Philtre - Philtre: Scene #1 - 〈잊혀지겠지 (With 윤하)〉[A]
- A^Instrumental 트랙이 포함되어 있다.